# Luis Iriondo Etxaniz
Luis Iriondo Etxaniz (Azkoitia, País Basc, 26 de maig de 1931 – 25 de novembre de 2017) va ser un actor i músic basc. Va fer el paper de Lluís Companys en la pel·lícula Companys, procés a Catalunya.

## Negocis, publicitat i mitjans de comunicació
Va completar els seus estudis d'administració i va treballar a la Kutxa (Caixa) de Biscaia i a l'empresa Aforasa d'Azkoitia. Va ser cap de Relacions Públiques del Govern Basc, i també director de publicitat del País Basc. Mentre hi treballava, va fer campanyes a favor de l'euskera.
Va col·laborar amb el diari La Voz de España i a Radio Popular de Loiola, on va fer diversos programes; un d'ells, dedicat a música internacional, s'emetia també setmanalment per la cadena COPE. Iriondo va ser el primer director d'Euskal Telebista (ETB, la televisió pública basca), entre els anys 1982 i 1984.

## Música
Quan era jove, amb uns amics va formar el grup de música Los Contrapuntos, que cantava cançons en euskera, castellà i anglès i van gravar una trentena de discos, entre els quals, Aquí las Vascongadas, Navidad vasco, Cantos vascos, Romería en el Pais Vasco, Agur jaunaak! i Contrapunts en basc. El primer concert es va fer al Teatre Victoria Eugenia de Donostia. En el programa Galas del sábado, de Televisió Espanyola, Los Contrapunto van cantar una versió en euskera de la cançó La, la, la, del Dúo Dinámico, guanyadora del Festival de la Cançó d'Eurovisió. Iriondo va ser també compositor; entre d'altres, va compondre per a Mocedades, Manolo Escobar, Sara Montiel i Concha Velasco.

## Cinema
A principis de la dècada de 1970 va començar a treballar en el món del cinema, de la mà del director Ferran Llagostera, i junts van fer diversos documentals de tipus industrial. L'any 1978 va debutar com a actor amb la pel·lícula Companys, procés a Catalunya, i després va participar en diverses produccions cinematogràfiques, com a actor, guionista i productor. Amb Elías Querejeta va fer una sèrie de curtmetratges sobre temes monogràfics bascos. A més de treballar en produccions cinematogràfiques, també va publicar diversos llibres, entre els quals, alguns llibres de viatges.

## Filmografia
- Saïd (1998)
- Terranova (1990)
- Gran Sol (1989)
- Por la borda (1987)
- La monja alférez (1987)
- Oraingoz izen gabe (1986)
- Bior bira (1985)
- El pico (1983)
- El vicari d'Olot (1981)
- La campanada (1980)
- Ikuska-3 (1979)
- Companys, procés a Catalunya (1979), en el paper del president Lluís Companys